# Serafín Zubiri
Serafín Zubiri (20 april 1964) is een blinde Spaanse zanger uit Pamplona.
Hij ging naar een speciale school voor blinden in Madrid. Daar werd hij muzikaal en richtte de band Equus op. In 1987 ging hij solo verder. 
Hij nam deel aan het Eurovisiesongfestival 1992 voor Spanje met het lied Todo esto es la música dat 14de eindigde. In 2000 kreeg hij een nieuwe kans maar Colgado de un sueño eindigde 18de.

## Discografie
- 1987: Inténtalo (Probeer het eens)
- 1988: Pedaleando (Bij het peddelen)
- 1991: Detrás del viento (Achter de wind)
- 1992: Te veo con el corazón (Ik zie je met mijn hart)
- 1995: Un hombre nuevo (Een nieuwe mens)
- 2000: Colgado de un sueño (Gehangen aan een droom)
- 2008: Colgado de un sueño (re-release voor Argentinië)
- 2010: Sigo aquí
- 2012: X una causa justa

## Foto's

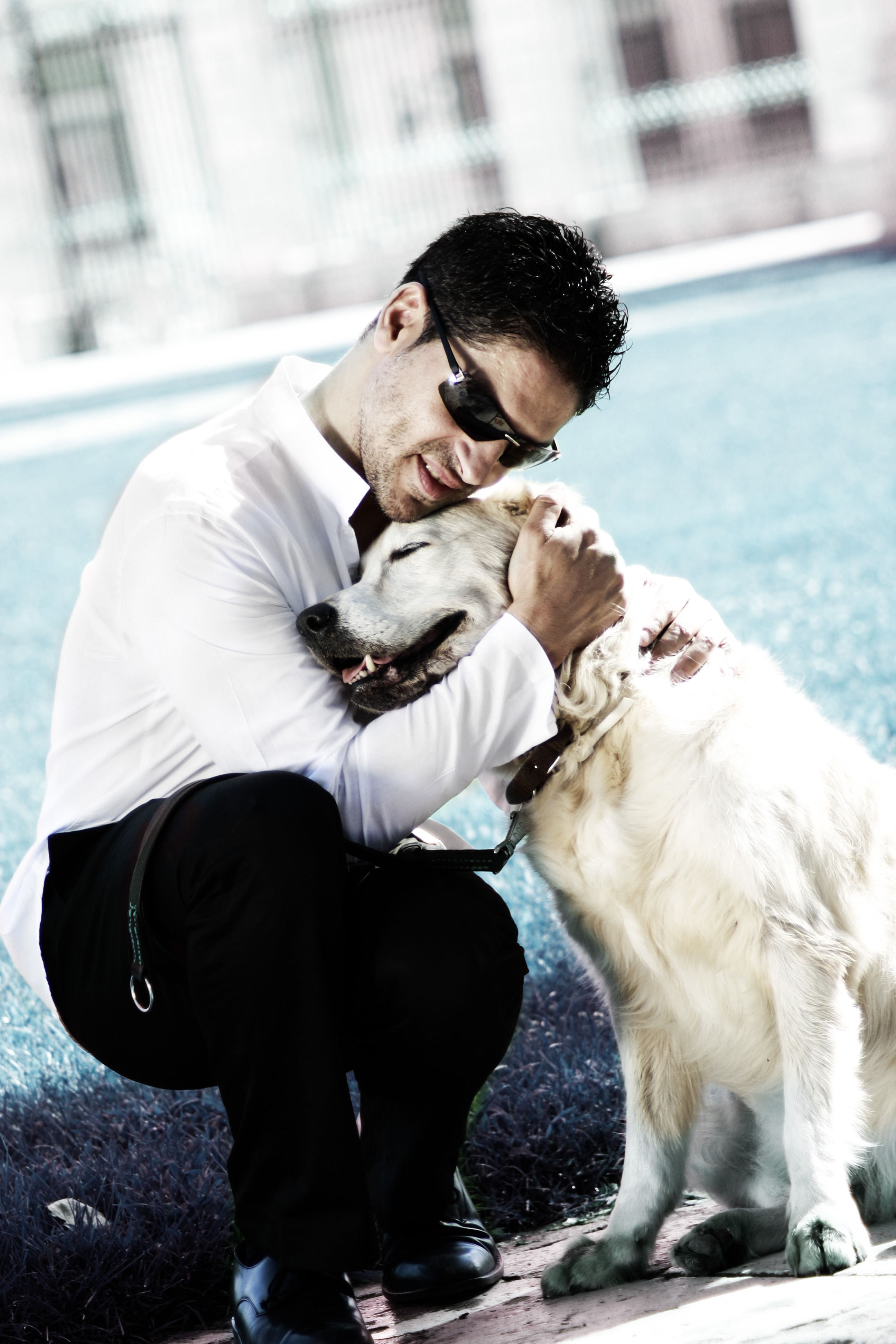
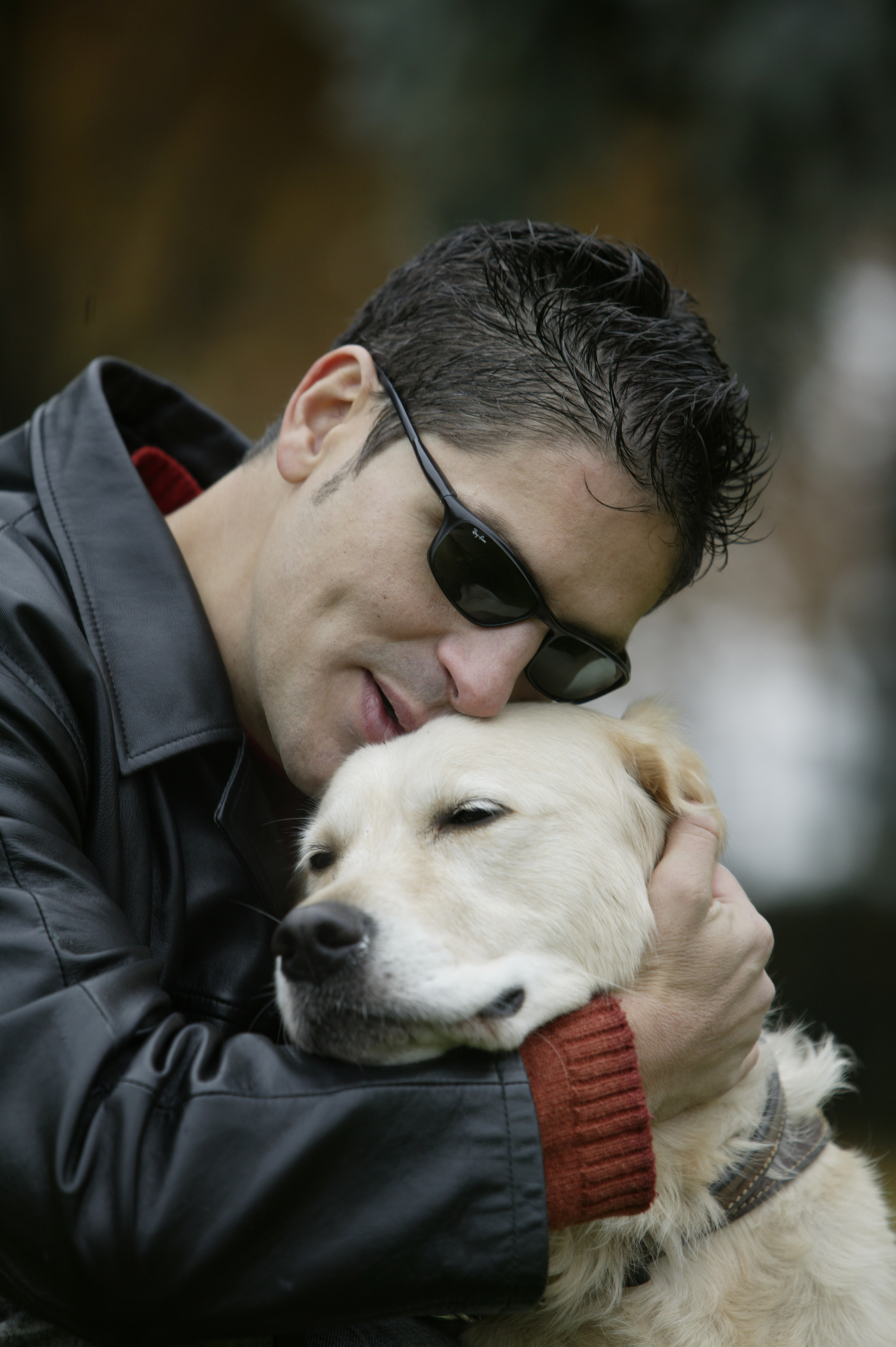
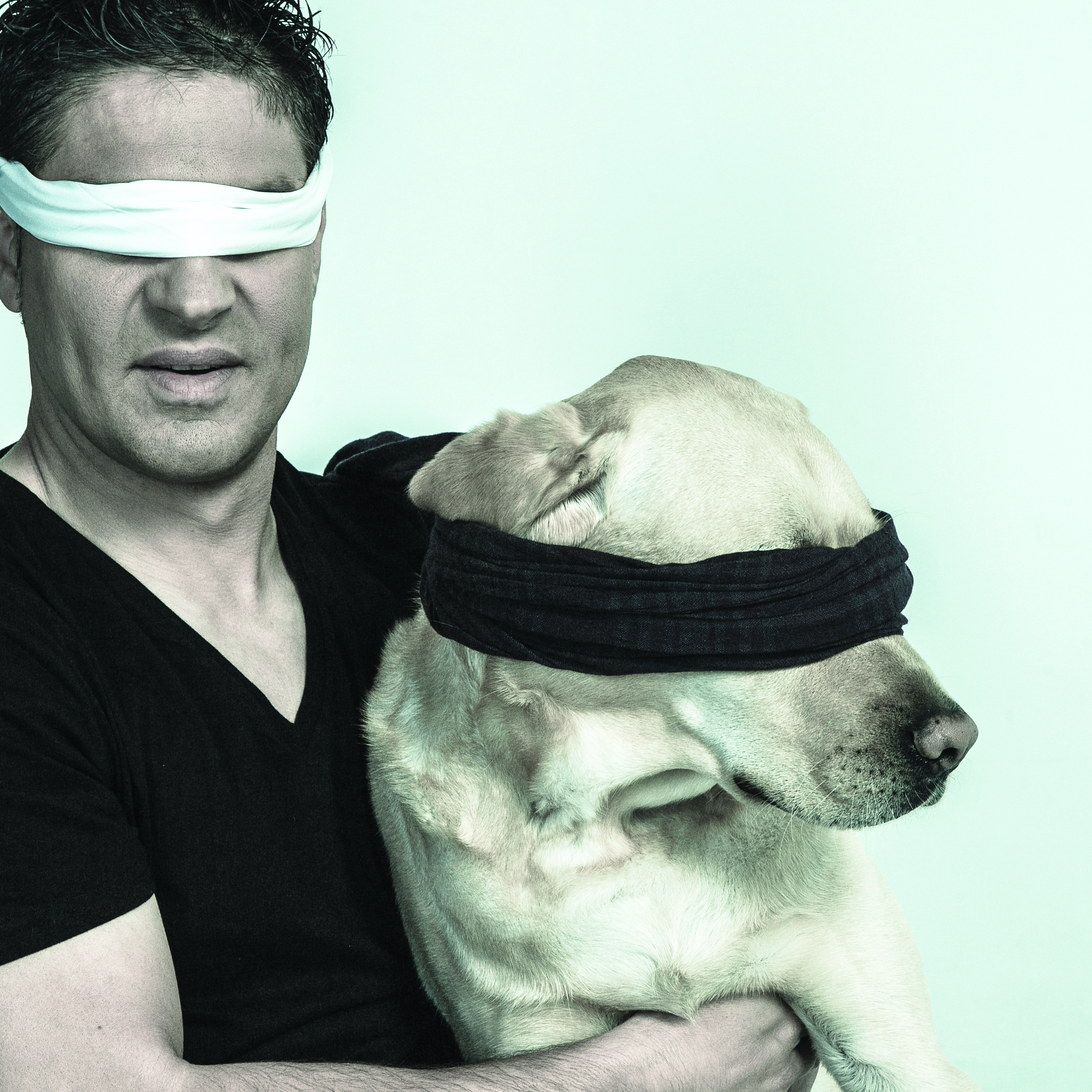
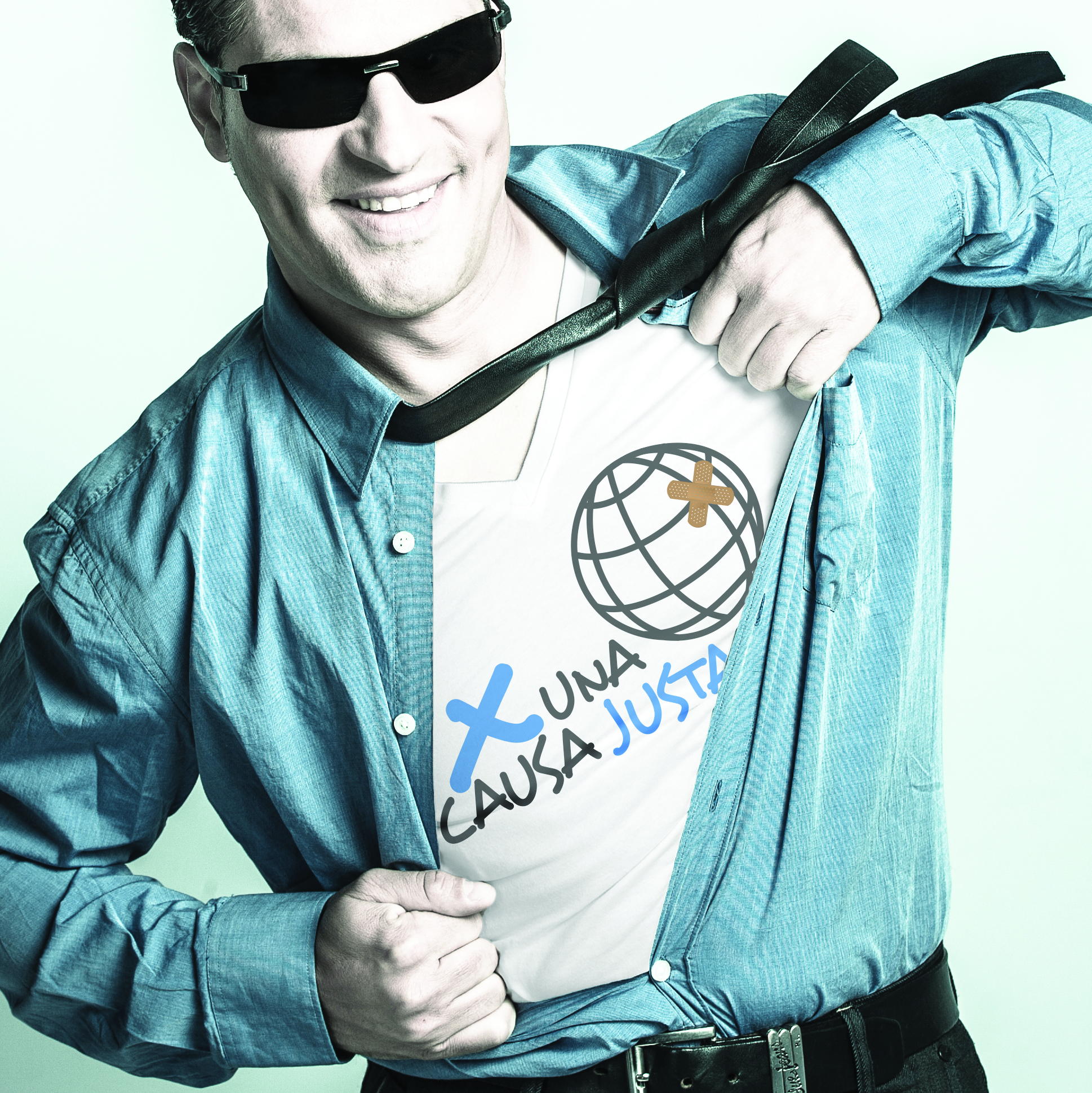
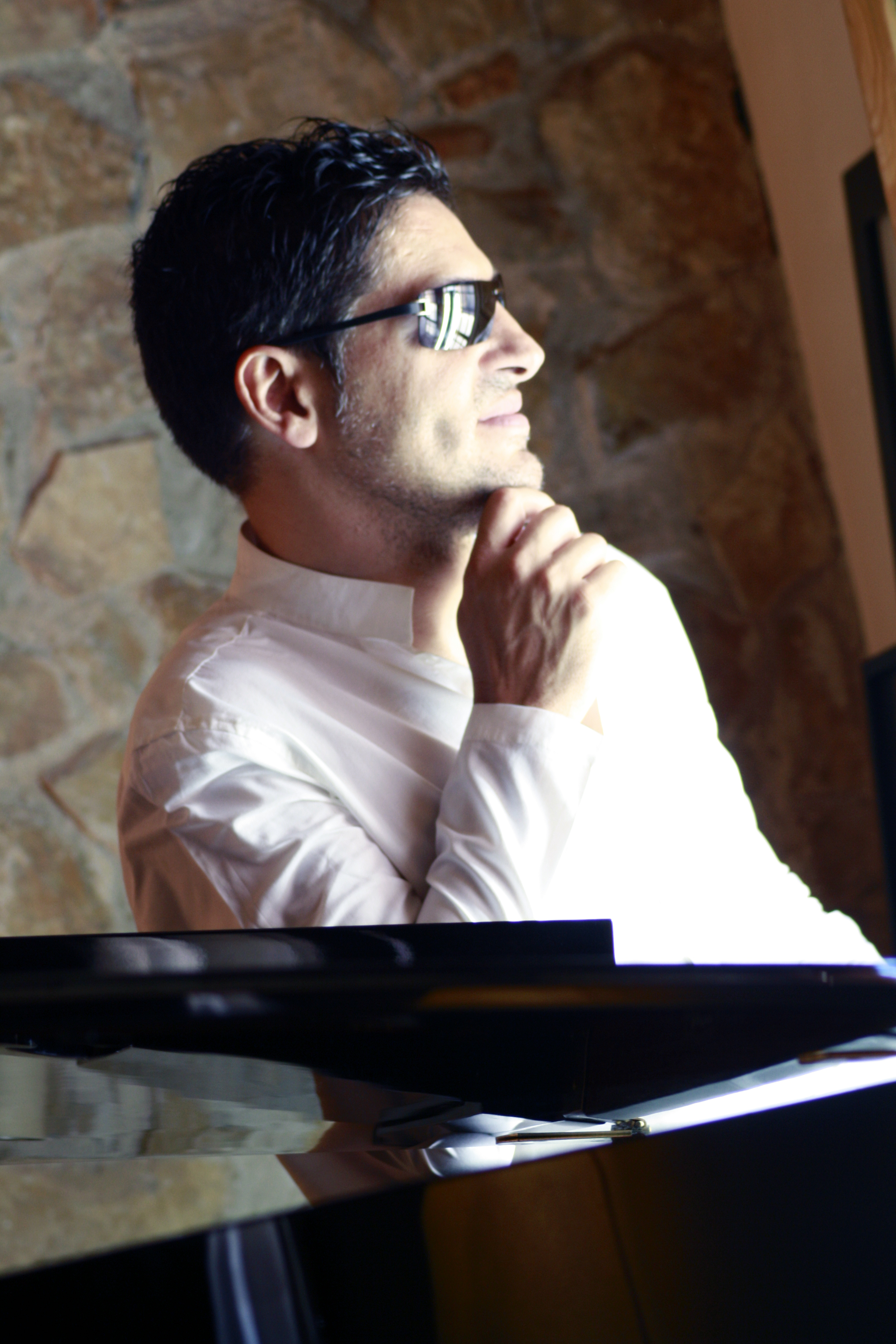

1961: Conchita Bautista · 
1962: Víctor Balaguer · 
1963: José Guardiola · 
1964: Tim, Nelly & Tony · 
1965: Conchita Bautista · 
1966: Raphael · 
1967: Raphael · 
1968: Massiel · 
1969: Salomé · 
1970: Julio Iglesias · 
1971: Karina · 
1972: Jaime Morey · 
1973: Mocedades · 
1974: Peret · 
1975: Sergio & Estíbaliz · 
1976: Braulio · 
1977: Micky · 
1978: José Vélez · 
1979: Betty Missiego · 
1980: Trigo Limpio · 
1981: Bacchelli · 
1982: Lucía · 
1983: Remedios Amaya · 
1984: Bravo · 
1985: Paloma San Basilio · 
1986: Cadillac · 
1987: Patricia Kraus · 
1988: La Década · 
1989: Nina · 
1990: Azúcar Moreno · 
1991: Sergio Dalma · 
1992: Serafín Zubiri · 
1993: Eva Santamaría · 
1994: Alejandro Abad · 
1995: Anabel Conde · 
1996: Antonio Carbonell · 
1997: Marcos Llunas · 
1998: Mikel Herzog · 
1999: Lydia · 
2000: Serafín Zubiri · 
2001: David Civera · 
2002: Rosa · 
2003: Beth · 
2004: Ramón · 
2005: Son de Sol · 
2006: Las Ketchup · 
2007: D'Nash · 
2008: Rodolfo Chikilicuatre · 
2009: Soraya · 
2010: Daniel Diges · 
2011: Lucía Pérez · 
2012: Pastora Soler · 
2013: El Sueño de Morfeo · 
2014: Ruth Lorenzo · 
2015: Edurne · 
2016: Barei · 
2017: Manel Navarro · 
2018: Alfred & Amaia · 
2019: Miki · 
2021: Blas Cantó · 
2022: Chanel · 
2023: Blanca Paloma · 
2024: Nebulossa · 
2025: Melody